# Mesures anti-suicide en milieu carcéral
Les mesures anti-suicide en milieu carcéral sont un ensemble de dispositifs mis en place permettant d'empêcher un détenu de se suicider. 

## En France
En France, l'ensemble des mesures pour limiter le suicide des détenus est formalisé dans un document appelé "Plan de prévention". Ce dernier est en constante évolution.

### Le quartier arrivants
Lorsqu'un individu arrive en milieu carcéral, il est transféré par le personnel de l'établissement dans un quartier particulier, appelé le quartier arrivants (QA), pendant la première semaine. Ce quartier n'est pas accessible aux autres détenus.
Lors de cette semaine, le détenu va passer des examens médicaux durant lesquels un examen psychologique est fait, permettant d'estimer l'état psychologique du patient. Un accompagnement sera fait pour lui permettre de dépasser le choc carcéral, état de sidération avec un fort niveau de stress lié à l'enfermement forcé, le bruit, la promiscuité et les nouvelles règles imposées.
Cette série d'entretiens médicaux s'inscrit dans le cadre des règles pénitentiaires européennes (RPE).
À la fin de cette période de huit jours, le détenu rejoint les autres détenus dans les quartiers classiques de la prison.

### Suivi médical
À l'instar de ce qui est proposé à tous les détenus des prisons en France, un suivi médical est fait au sein du bâtiment carcéral pour offrir un accompagnement médical au détenu. Des médicaments peuvent lui être proposés pour diminuer son risque suicidaire (anxiolytiques etc..).

### Le codétenu de soutien
Quand un détenu est identifié par les services pénitenciers comme fragile et à risque concernant le suicide, il peut lui être attribué un codétenu de soutien (CDS).
Un codétenu de soutien est un détenu formé par la Croix-Rouge durant quatre jours pour apprendre à aider une personne à tendance suicidaire en milieu carcéral, à travers un soutien psychologique, une écoute, et une connaissance des gestes et pratiques pour réduire les facteurs stressants.
Initiative lancée en 2010 par le ministère de la Justice, seule une quinzaine de prisons dispose en 2023 de codétenus de soutien.

### Formation du personnel
Les personnels du milieu pénitencier en contact avec les détenus sont formés à identifier les risques suicidaires, à réduire les facteurs stressants qui pourraient pousser un détenu à se suicider, mais aussi à accompagner psychologiquement le détenu à mieux gérer ses émotions.

### Intensification de la surveillance
Si un détenu est considéré comme à risque, il pourra être surveillé plus étroitement la nuit, jusqu'à des rondes toutes les deux heures.
Aux États-Unis, cette surveillance se nomme « Surveillance suicide (en) » (suicide watch).

### Cellule de protection d'urgence
Dans les cas les plus critiques, le détenu à risque peut être mis dans une cellule de protection d'urgence, aussi appelée cellule arrondie ou cellule lisse. Cette cellule est différente des autres sur les éléments suivants : 
- La télévision n'est pas accessible directement par le détenu et est entourée d'une bulle ronde en plexiglas ;
- Tout le mobilier a des bords arrondis et est sellé au sol ;
- Un kit anti-suicide[2] est fourni au détenu, composé de :
  - Draps et blouse anti-suicide (en) en tissu déchirable,
  - Matelas ignifugé ;
- Tous les matériaux non solides sont ignifugés ;
- Un interphone à la disposition du détenu pour contacter à tout moment le personnel ;
- Un codétenu de soutien peut être présent.

Ce type de cellule est une solution d'urgence et n'est pas pérenne pour un détenu à tendance suicidaire. Un détenu ne peut y passer plus de 24 heures. Une prise en charge hospitalière est alors mise en place rapidement.

### Prise en charge hospitalière
Lorsque d'un individu présente des tendances suicidaires, une prise en charge hospitalière peut lui être fournie.